# Formula Regional Oceania Championship
Het Formula Regional Oceania Championship, voorheen bekend als de Toyota Racing Series, is de hoogste vorm van formuleracen in Nieuw-Zeeland. Alle races zijn support races van het NZV8 (Nieuw-Zeelandse versie van het Australische V8 Supercars) kampioenschap. Dit kampioenschap is qua niveau vergelijkbaar met de Formule 3.
In 2023 werd de naam van de klasse veranderd van de Toyota Racing Series naar het Formula Regional Oceania Championship nadat het door de FIA als officieel kampioenschap werd erkend. Hierdoor valt het ook binnen de Formule Regional-categorie.

## De auto
Alle auto's in deze klasse zijn gelijk; dit betekent dezelfde auto, banden en motor.

### FT-40
Van 2004 tot en met 2014 werd in deze raceklasse gebruikgemaakt van het Tatuus FT-40 chassis. De motor die gebruikt werd is een zwaar gemodificeerde Toyota 1,8 liter VVTL-i 2ZZ-GE motor.

### FT-50
Van 2015 tot 2019 werd het FT-50 chassis gebruikt. Het chassis is een koolstofvezel monocoque (code: TT104ZZ) geproduceerd door het Italiaanse Tatuus, en voldeed aan de toenmalige FIA Formule 3-regulaties. De motor uit het vorige chassis werd hergebruikt. Het aerodynamica pakket is gebaseerd op dat van de auto van Toyota F1. De auto weegt ongeveer 480 kg. De carrosserie is gemaakt van koolstofvezel. Deze raceklasse gebruikt Michelin S308 banden. De versnellingsbak is een Sadev sequentiële transmissie met zes versnellingen en een achteruit met sperdifferentieel.

### FT-60
Vanaf 2020 wordt een nieuwe krachtbron gebruikt: een 2,0 liter viercilinder lijnmotor (8AR-FTS) van Toyota.

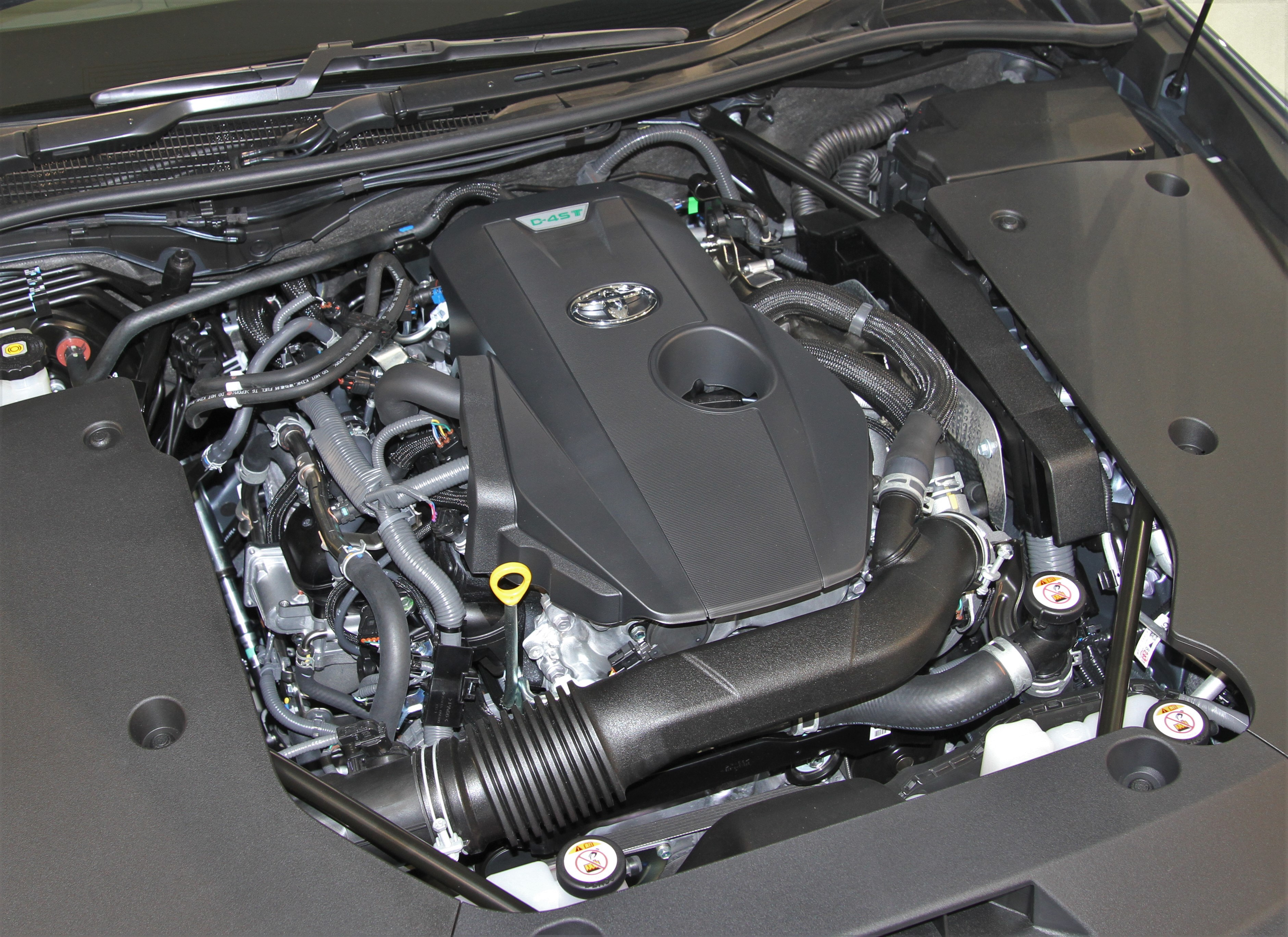
Toyota 8AR-FTS motor in een 2018 Toyota Crown S220

## Een raceweekeinde
Zaterdagochtend begint het weekeinde voor deze klasse. Om die tijd is er de kwalificatie. De kwalificatie bestaat uit twee sessies van elk een kwartier. De startposities voor de eerste race worden bepaald in de eerst kwalificatiesessie, en de startposities voor de tweede race worden bepaald in de tweede kwalificatiesessie. Voor de hoofdrace (derde race) worden de twee kwalificatietijden opgetelde en door twee gedeeld. Race 1 en 2 bestaan uit 16 ronden en de hoofdrace bestaat uit 25 tot 35 ronden (afhankelijk van welke ronde van het kampioenschap). Bij laatste ronde van het kampioenschap zijn er maar twee races.

### Puntensysteem
| Positie           | 1  | 2  | 3  | 4  | 5  | 6  | 7  | 8  | 9  | 10 | 11 | 12 | 13 | 14 | 15 | 16 | 17 | 18 | 19 | 20 |
| Punten hoofdrace  | 35 | 31 | 27 | 24 | 22 | 20 | 18 | 16 | 14 | 12 | 10 | 9  | 8  | 7  | 6  | 5  | 4  | 3  | 2  | 1  |
| Punten sprintrace | 20 | 18 | 16 | 14 | 12 | 10 | 9  | 8  | 7  | 6  | 5  | 4  | 3  | 2  | 1  | 0  | 0  | 0  | 0  | 0  |

## Prijzen

### Kampioenschap
Als kampioen in deze klasse krijg je 10.000$, de nummer twee krijgt 8000$, de nummer drie krijgt 7000$, de nummer vier krijgt 6000$ en de nummer vijf krijgt 5000$.
De kampioen krijgt ook de Chris Amon Trophy, een replica van de helm van de Nieuw-Zeelandse Formule 1 coureur Chris Amon.

### Team kampioen
Het beste raceteam krijgt 10.000$.

### Rookie of the Year
Deze prijs is voor de beste nieuwkomer in het kampioenschap. Deze coureur ontvangt 5000$ en mag 5000$ besteden aan reizen op kosten van de sponsor.

### International Trophy
De International Trophy is een race buiten het kampioenschap. Als winnaar krijg je 5000$, de nummer twee krijgt 2500$ en de nummer drie krijgt 1500$.

### Masters Trophy
De Masters Trophy is een prijs voor coureurs boven de 30. Hier hangt geen geldprijs aan.

## Kampioenen
| Jaar      | Coureur                            | Team                               |
| --------- | ---------------------------------- | ---------------------------------- |
| 2005      | Brent Collins                      | Brent Collins Motorsport           |
| 2005-2006 | Daniel Gaunt                       | International Motorsport           |
| 2006-2007 | Daniel Gaunt                       | International Motorsport           |
| 2007-2008 | Andy Knight                        | Knight Motorsport                  |
| 2008-2009 | Mitch Cunningham                   | Giles Motorsport                   |
| 2010      | Mitch Evans                        | Giles Motorsport                   |
| 2011      | Mitch Evans                        | Giles Motorsport                   |
| 2012      | Nick Cassidy                       | Giles Motorsport                   |
| 2013      | Nick Cassidy                       | M2 Competition                     |
| 2014      | Andrew Tang                        | Neale Motorsport                   |
| 2015      | Lance Stroll                       | M2 Competition                     |
| 2016      | Lando Norris                       | M2 Competition                     |
| 2017      | Thomas Randle                      | Victory Motor Racing               |
| 2018      | Robert Shwartzman                  | M2 Competition                     |
| 2019      | Liam Lawson                        | M2 Competition                     |
| 2020      | Igor Fraga                         | M2 Competition                     |
| 2021      | Matthew Payne                      | M2 Competition                     |
| 2022      | afgelast vanwege de coronapandemie | afgelast vanwege de coronapandemie |
| 2023      | Charlie Wurz                       | M2 Competition                     |
| 2024      | Roman Biliński                     | M2 Competition                     |
| 2025      | Arvid Lindblad                     | M2 Competition                     |